# 紫叶绣球
紫叶绣球（学名：Hydrangea vinicolor），为绣球花科绣球属下的一个种。其种加词“vinicolor”意为“紫红色的”。
现接受名为狭叶绣球（Hydrangea lingii G.Hoo, 1951）。